# Stenay
Stenay település Franciaországban, Meuse megyében. Lakosainak száma 2428 fő (2022. január 1.). Stenay Martincourt-sur-Meuse, Wiseppe, Baâlon, Brouennes, Cesse, Laneuville-sur-Meuse, Mouzay, Nepvant, Olizy-sur-Chiers és Saulmory-et-Villefranche községekkel határos.

## Népesség
A település népessége az elmúlt években az alábbi módon változott:
| Lakosok száma | 4125 | 3693 | 3202 | 2818 | 2743 | 2745 | 2597 | 2507 | 2492 | 2428 |
|               | 1968 | 1982 | 1990 | 2006 | 2013 | 2015 | 2017 | 2019 | 2020 | 2022 |